# Chloroclystis charybdis
Chloroclystis charybdis är en fjärilsart som beskrevs av Butler 1879. Chloroclystis charybdis ingår i släktet Chloroclystis och familjen mätare. Inga underarter finns listade i Catalogue of Life.